# Drago Štajnberger
Drago Štajnberger - Adolf (Zagreb, 15. veljače 1916. – Balinka Peć, 3. travnja 1942.) je bio partizan i politički komesar Treće čete Trećeg bataljuna Drugog kordunskog NOP odreda i borac u španjolskom ratu.

## Biografija
Rođen je 15. veljače 1916. godine u Zagrebu. Veoma je rano pristupio revolucionarnom omladinskom pokretu, a ubrzo je postao i član Saveza komunističke omladine Jugoslavije.
U Španjolsku odlazi kao dobrovoljac za vrijeme građanskog rata i uključuje se u redove internacionalnih brigada. Isticao se kao veoma hrabar i snalažljiv borac.  Godine 1938. primljen je, za vrijeme boravka u Španjolskoj, u članstvo Komunističke partije Jugoslavije. Poslije završetka rata u Španjolskoj mnogim drugim borcima s područja Jugoslavije se nalazio u koncentracijskim logorima u Francuskoj. Kasnije je otišao na prisilni rad u Njemačku odakle je sredinom srpnja 1941. godine uspio pobjeći i prebaciti se u okupiranu Jugoslaviju.
Po dolasku u Jugoslaviju vrlo je kratko boravio u Zagrebu, a onda se prebacio na oslobođeni teritorij Korduna. Sudjelovao je u organiziranju prvih partizanskih jedinica u Perjasici, Kestenjcu, Veljunu, Kloloću i Kladuši. Najviše se zadržao u odredu u Šljivnjaku. Isticao se u borbama kao hrabar borac. Među partizanima i narodom Korduna bio je poznat pod nadimkom Adolf.
Početkom 1942. godine Talijani su pokušali uz pomoć četnika razbiti jedinstvo među partizanskim jedinicama na Kordunu. U ožujku 1942. jedan vod Treće čete Trećeg bataljuna Drugog kordunskog partizanskog odreda pristupio je četnicima pa su 3. ožujka iznenada napali Treću četu te je zarobili i razoružali.
U Trećoj četi se nalazio zapovjednik odreda Robert Domany, politički komesar Trećeg bataljuna Branko Latas, komandir Treće čete Stevo Čuturilo i politički komesar Treće čete Drago Adolf i sve su ih četnici iste noći pobili. Da se ne bi pronašla njihova tijela bacili su ih u jamu Balinka duboku 380 metara u Ličkoj Jesenici.
1966. godine jedna engleska speleološka ekipa pronašla je njihova tijela pa su sahranjeni u zajedničkoj grobnici u Plaškom.
Za narodnog heroja Drago Štajnberger proglašen je među prvima borcima NOR-a 27. srpnja 1942. godine.